# Ґодзілла (крокодил)
Ґодзілла — самець нільського крокодила, що втік 30 травня 2007 року від дресирувальника на маріупольському пляжі. Доля крокодила отримала широке висвітлення в українській та світовій пресі.
Після втечі крокодил мешкав протягом 6 місяців в Азовському морі в районі Маріупольського судноремонтного заводу. Плазун пристосувався до морської води, відсутності звичної їжі і щоденних зустрічей із загонами ДСНС. Згодом у нього виробився рефлекс відпливати від берега, просто побачивши червону машину рятувальників.
З настанням осені крокодил відкочував на кілька кілометрів на схід, через пляжі, водні станції і гирло річки, і влаштувався в районі скидання теплих стічних вод ТЕЦ МК «Азовсталь», де і був виявлений 28 листопада працівником «Маріупольбудмонтаж». Годзілла перебував у несвідомому стані через переохолодження організму, його було передано співробітникам ДСНС, які переправили його в Донецьк, де потонув при спробі його розбудити в ємності з теплою водою.
У квітні 2008 року власники одного маріупольського кафе встановили за свій рахунок пам'ятник невдачливій тварині. На табличці пам'ятника напис: «Ґодзіку Маріупольському» (рос. «Годзику Мариупольскому»).
Сам по собі випадок з крокодилом, що потрапив у відкрите водоймище, не є винятковим. Кореспондент eRadio Дмитро Полюхович повідомляє, що власники екзотичних рептилій нерідко просто позбуваються своїх вихованців. Він також розповів про самку крокодила, що втекла від місцевого фотографа в Одесі, але, втім, була швидко спіймана і віддана в зоопарк. Однак від усіх інших випадок з маріупольським Ґодзіллою відрізняється тим, що крокодил зумів прожити цілих півроку в непридатному для нього природному середовищі.